# 姜林
姜林（1981年10月23日—），中国射箭运动员，中国山东省青岛市人。他於2008年夏季奧林匹克運動會上與薛海峰、李文全獲得男子射箭團體賽銅牌。